# Premier Division 2000-2001 (Irlanda)
L'edizione 2000-2001 della League of Ireland Premier Division è stata vinta per l'ottava volta dal Bohemians.
Il campionato venne disputato da 12 squadre che si affrontarono 3 volte ciascuna, per un totale di 33 giornate.

## Classifica finale
|  |     | Classifica finale 2000-2001 | Pt | G  | V  | N  | P  | GF | GS | DR  |
|  | --- | --------------------------- | -- | -- | -- | -- | -- | -- | -- | --- |
|  | 1.  | Bohemians                   | 62 | 33 | 18 | 8  | 7  | 66 | 35 | +31 |
|  | 2.  | Shelbourne                  | 60 | 33 | 17 | 9  | 7  | 53 | 37 | +16 |
|  | 3.  | Cork City                   | 56 | 33 | 15 | 11 | 7  | 36 | 29 | +7  |
|  | 4.  | Bray Wanderers              | 55 | 33 | 15 | 10 | 8  | 52 | 35 | +17 |
|  | 5.  | St Patrick's                | 53 | 33 | 14 | 11 | 8  | 54 | 41 | +13 |
|  | 6.  | Derry City                  | 45 | 33 | 12 | 9  | 12 | 31 | 28 | +3  |
|  | 7.  | Shamrock Rovers             | 42 | 33 | 10 | 12 | 11 | 50 | 47 | +3  |
|  | 8.  | Longford Town               | 42 | 33 | 12 | 6  | 15 | 40 | 47 | -7  |
|  | 9.  | Galway Utd                  | 40 | 33 | 10 | 10 | 13 | 34 | 47 | -13 |
|  | 10. | UCD                         | 37 | 33 | 9  | 10 | 14 | 36 | 44 | -8  |
|  | 12. | Finn Harps                  | 36 | 33 | 8  | 12 | 13 | 36 | 46 | -10 |
|  | 12. | Kilkenny City               | 9  | 33 | 1  | 6  | 26 | 14 | 66 | -52 |

### Verdetti
- Bohemians campione d'Irlanda 2000-2001.
- Bohemians qualificato al primo turno preliminare di UEFA Champions League 2001-2002.
- Shelbourne e Longford Town[3] qualificate al turno preliminare di Coppa UEFA 2001-2002.
- Cork City qualificato al primo turno Coppa Intertoto 2001.
- Finn Harps e Kilkenny City retrocesse in FAI First Division.

#### Spareggio promozione-retrocessione
|              | Risultati      |              |
| ------------ | -------------- | ------------ |
| Athlone Town | 2 - 1          | UCD          |
| UCD          | 6 - 3 (d.c.r.) | Athlone Town |

## Statistiche

### Squadre
- Maggior numero di vittorie:  Bohemians (18)
- Minor numero di sconfitte:  Bohemians,  Shelbourne  Cork City (7)
- Migliore attacco:  Bohemians (66 gol fatti)
- Miglior difesa:  Derry City (28 gol subiti)
- Miglior differenza reti:  Bohemians (+31)
- Maggior numero di pareggi:  Shamrock Rovers e  Finn Harps (12)
- Minor numero di pareggi:  Longford Town e  Kilkenny City (6)
- Maggior numero di sconfitte:  Kilkenny City (26)
- Minor numero di vittorie:  Kilkenny City (1)
- Peggiore attacco:  Kilkenny City (14 gol fatti)
- Peggior difesa:  Kilkenny City (66 gol subiti)
- Peggior differenza reti:  Kilkenny City (-52)

### Classifica marcatori
|  | Gol | Marcatore         | Squadra         |
|  | --- | ----------------- | --------------- |
|  | 25  | Glen Crowe        | Bohemians       |
|  | 13  | Colm Tresson      | Bray Wanderers  |
|  | 13  | Sean Francis      | Shamrock Rovers |
|  | 13  | Liam Kelly        | St Patrick's    |
|  | 12  | Robbie Foran      | Shelbourne      |
|  | 11  | Jason Byrne       | Bray Wanderers  |
|  | 11  | Stephen Geoghegan | Shelbourne      |